# Isola Rantau
L'isola Rantau (in indonesiano: Pulau Rantau, anche Tebingtinggi o Tebing Tinggi) è un'isola dell'Indonesia.

## Geografia
Rantau, situata nello Stretto di Malacca, fa parte della provincia di Riau e la città principale è Selatpanjang. L'isola si trova a est di Sumatra e ha una superficie di 1.597 km², il che la pone al 243º posto tra le isole più grandi del mondo. Lo sviluppo costiero è di circa 256 km.